# Évreux Volley-ball 2009-2010
Questa voce raccoglie le informazioni riguardanti l'Évreux Volley-ball nelle competizioni ufficiali della stagione 2009-2010.

## Organigramma societario
Area direttiva
- Presidente: Jean-Luc Soetewey

Area tecnica
- Allenatore: Emmanuel Fouchet
- Allenatore in seconda: Gil Favresse

## Rosa
| N° | Nome                   | Ruolo | Data di nascita  | Nazionalità sportiva |
| -- | ---------------------- | ----- | ---------------- | -------------------- |
| 1  | Ludmilla da Silva      | S     | 19 ottobre 1984  | Brasile              |
| 2  | Armelle Irabe          | S     | 18 luglio 1985   | Francia              |
| 3  | Gaëlle Mollinger       | P     | 23 aprile 1988   | Francia              |
| 4  | Andreia Leite          | S/O   | 1º novembre 1984 | Brasile              |
| 8  | Agnieszka Drzewiczuk   | C     | 5 novembre 1982  | Polonia              |
| 9  | Emira Sijarić          | L     | 9 novembre 1984  | Francia              |
| 10 | Taiana Téré            | S     | 27 maggio 1986   | Francia              |
| 11 | Katerina Nejezchlebova | S     | 7 giugno 1975    | Rep. Ceca            |
| 12 | Marième Diagne         | C     | 23 ottobre 1989  | Senegal              |
| 13 | Leyla Tuifua           | P     | 17 ottobre 1986  | Francia              |
| 15 | Svetlana Dukule        | C     | 7 settembre 1986 | Lettonia             |